# Loïc Badé
Loïc Vincent Badé (* 11. dubna 2000) je francouzský profesionální fotbalista, který hraje na pozici středního obránce za španělský klub Sevilla FC.

## Klubová kariéra

### Le Havre
Dne 30. prosince 2016 přestoupil do Le Havre z mládežnické akademie Paris FC. Svůj profesionální debut si odbyl v dresu Le Havru při výhře 1:0 v Ligue 2 nad Niortem 10. ledna 2020. Dne 20. června 2020 podepsal smlouvu s RC Lens.

### Rennes
Dne 5. července 2021 podepsal Badé pětiletou smlouvu s Rennes. Svůj první gól v kariéře vstřelil 4. listopadu 2021 proti Muře v Evropské konferenční lize UEFA.

### Nottingham Forest
Dne 1. září 2022 odešel Badé na sezónní hostování do Premier League do týmu Nottingham Forest s opcí na trvalý přestup. Dne 3. ledna 2023 bylo Badého hostování ukončeno. Opustil klub, aniž by za něj odehrál jediný zápas.

### Sevilla
Dne 4. ledna 2023 se Badé připojil k týmu La Ligy Sevilla do konce sezóny s opcí na koupi. Přispěl k triumfu týmu v Evropské lize UEFA, zejména skóroval při výhře 3:0 nad Manchesterem United ve čtvrtfinále. Poté, co během šesti měsíců odehrál za klub sedmadvacet zápasů a vstřelil dva góly, podepsala Sevilla s Badém trvalou smlouvu.

## Reprezentační kariéra
Badé debutoval za francouzskou reprezentaci do 21 let při remíze 1:1 s Faerskými ostrovy 6. září 2021.

## Osobní život
Badé se narodil ve Francii a je původem z Pobřeží slonoviny.

## Statistiky

### Klubové
Platí k zápasu hranému 26. května 2024.
| Klub                          | Sezóna            | Liga                   | Liga   | Liga | Národní pohár | Národní pohár | Kontinentální | Kontinentální | Ostatní | Ostatní | Celkově | Celkově |
| Klub                          | Sezóna            | Soutěž                 | Zápasy | Góly | Zápasy        | Góly          | Zápasy        | Góly          | Zápasy  | Góly    | Zápasy  | Góly    |
| ----------------------------- | ----------------- | ---------------------- | ------ | ---- | ------------- | ------------- | ------------- | ------------- | ------- | ------- | ------- | ------- |
| Le Havre II                   | 2017/18           | Championnat National 2 | 3      | 0    | —             | —             | —             | —             | —       | —       | 3       | 0       |
| Le Havre II                   | 2018/19           | Championnat National 2 | 17     | 0    | —             | —             | —             | —             | —       | —       | 17      | 0       |
| Le Havre II                   | 2019/20           | Championnat National 2 | 10     | 3    | —             | —             | —             | —             | —       | —       | 10      | 3       |
| Le Havre II                   | Celkově           | Celkově                | 30     | 3    | —             | —             | —             | —             | —       | —       | 30      | 3       |
| Le Havre                      | 2019/20           | Ligue 2                | 7      | 0    | 0             | 0             | —             | —             | —       | —       | 7       | 0       |
| Lens                          | 2020/21           | Ligue 1                | 31     | 0    | 2             | 0             | —             | —             | —       | —       | 33      | 0       |
| Rennes                        | 2021/22           | Ligue 1                | 14     | 0    | 2             | 0             | 5             | 1             | —       | —       | 21      | 1       |
| Rennes                        | 2022/23           | Ligue 1                | 1      | 0    | 0             | 0             | 0             | 0             | —       | —       | 1       | 0       |
| Rennes                        | Celkově           | Celkově                | 15     | 0    | 2             | 0             | 5             | 1             | —       | —       | 22      | 1       |
| Nottingham Forest (hostování) | 2022/23           | Premier League         | 0      | 0    | 0             | 0             | —             | —             | —       | —       | 0       | 0       |
| Sevilla (hostování)           | 2022/23           | La Liga                | 19     | 1    | 2             | 0             | 6             | 1             | —       | —       | 27      | 2       |
| Sevilla                       | 2023/24           | La Liga                | 28     | 0    | 2             | 0             | 2             | 0             | 1       | 0       | 33      | 0       |
| Sevilla                       | Celkově           | Celkově                | 47     | 1    | 4             | 0             | 8             | 1             | 1       | 0       | 60      | 2       |
| Celkově v kariéře             | Celkově v kariéře | Celkově v kariéře      | 130    | 4    | 8             | 0             | 12            | 2             | 1       | 0       | 151     | 6       |

## Úspěchy
Sevilla
- Evropská liga UEFA: 2022/23

Francie U23
- Stříbrná medaile na Letních olympijských hrách: 2024